# Decio Azzolino

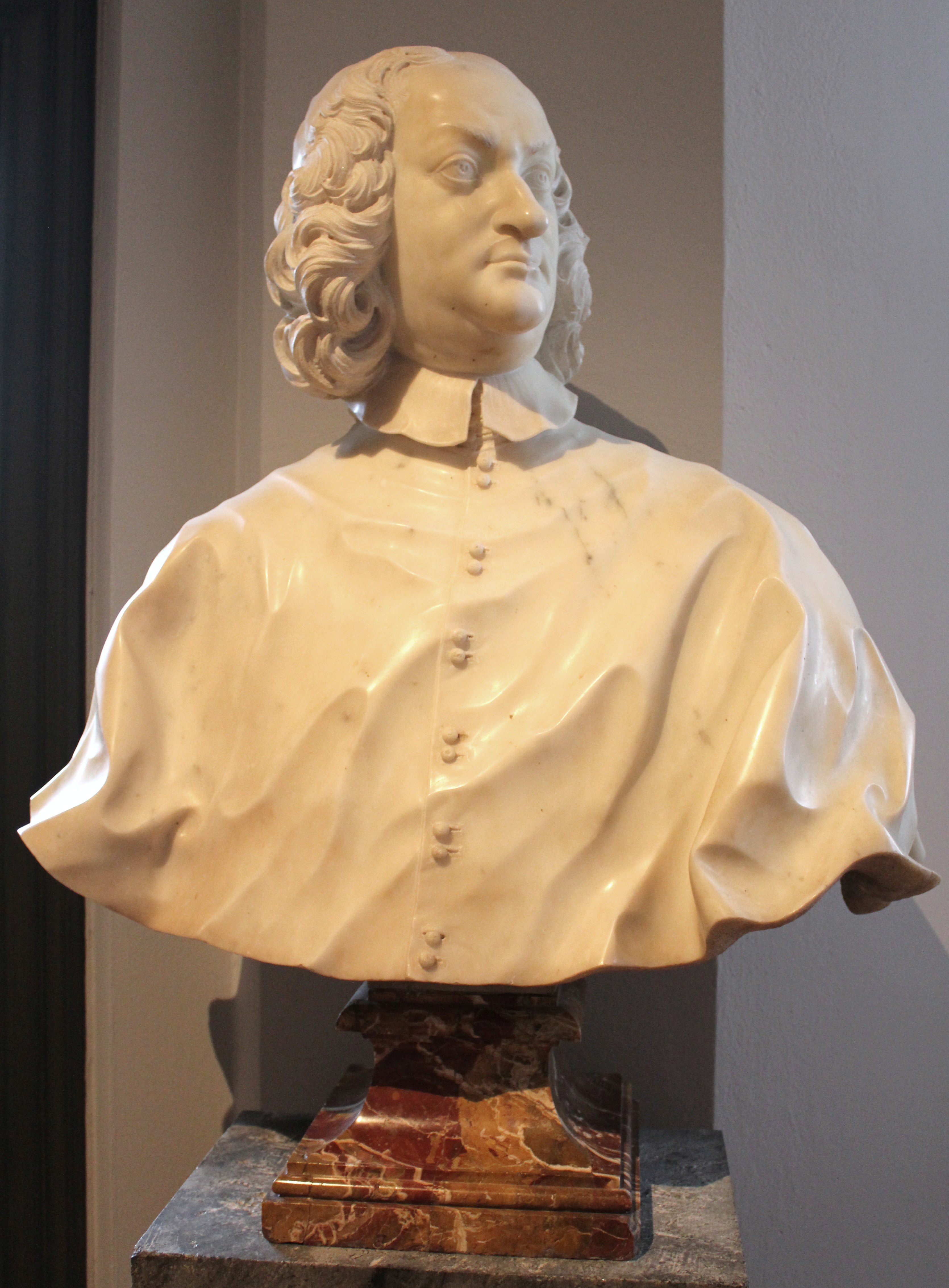
Decio Azzolino, 1670 por Pietro Balestra

Decio Azzolino (11 de abril de 1623 - 8 de junio de 1689) fue un prominente cardenal católico italiano, reconocido por sus habilidades como descifrador de códigos, así como por su labor como investigador y liderazgo en el Squadrone Volante.

## Etapa inicial de su vida
Azzolino vio la luz por primera vez en Fermo, siendo hijo de Pompeo Azzolino y Giulia Ruffo. Su parentesco incluía ser sobrino nieto del cardenal Decio Azzolino, el mayor, razón por la cual frecuentemente se le identifica como el cardenal Decio Azzolino, el menor.
Después de obtener sus grados en filosofía, derecho y teología en la Universidad de Fermo, Decio Azzolino se unió al obispo Giovanni Giacomo Panciroli, quien fue designado nuncio extraordinario en España por el Papa Urbano VIII el 18 de enero de 1642. Azzolino lo acompañó a Madrid y, para 1644, tras el nombramiento de Panciroli como secretario de Estado por el Papa Inocencio X, comenzó a colaborar con él en la secretaría. Tras el fallecimiento de Panciroli en septiembre de 1651, Azzolino asumió la dirección de la secretaría hasta el regreso del obispo Fabio Chigi de Alemania. Chigi fue designado secretario de Estado en diciembre de ese mismo año. 

## Donna Olimpia

Escudo de Decio Azzolino

Azzolino destacó como un criptógrafo experto, siendo responsable de descifrar los códigos utilizados en la correspondencia. Además, demostró ser un investigador habilidoso. Un ejemplo de su pericia se evidenció cuando, en febrero de 1654, el Reino de Nápoles se enteró de los planes de invasión de Enrique II, duque de Guisa. Fue Azzolino quien concluyó que la filtración debía haber provenido de Camillo Astalli, el cardenal-sobrino del Papa. Aunque su conclusión probablemente fuera precisa, resultó conveniente para sus intereses, ya que Astalli representaba un rival en la lucha por el poder de Olimpia Maidalchini, la mecenas personal de Azzolino. 
Según el contemporáneo John Bargrave, a pesar de la existencia de varios espías dentro del Vaticano, ninguno se destacaba tanto en esta tarea como lo hacía Azzolino.

## Cardenalicio

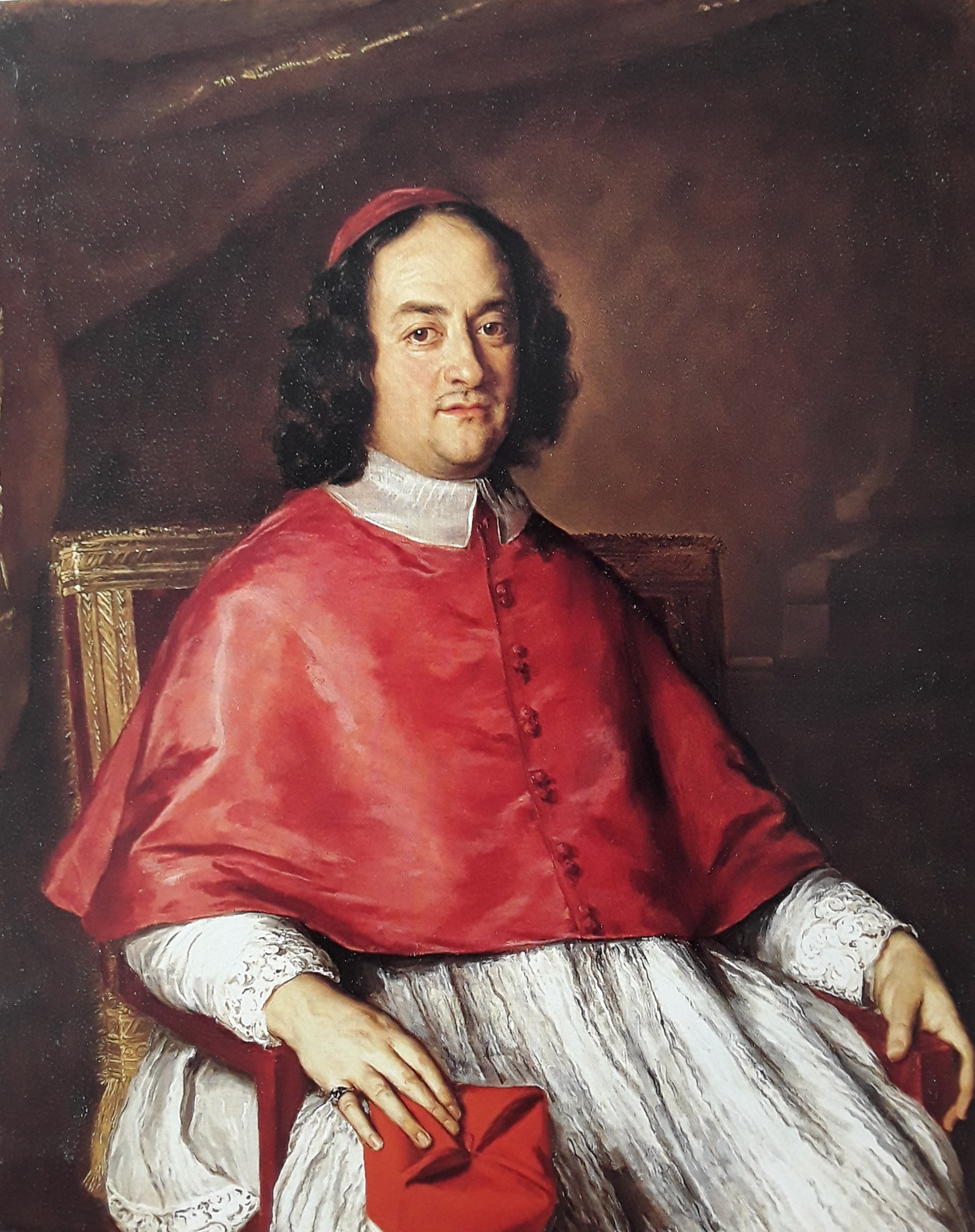
Decio Azzolino

En una etapa posterior, en 1654, como reconocimiento por el servicio prestado al Papa, Azzolino fue designado como cardenal y ocupó el cargo de cardenal-sacerdote en la iglesia de Sant'Adriano al Foro (Curia Julia) en Roma.
Participó activamente en el cónclave papal de 1655, que resultó en la elección del Papa Alejandro VII. Azzolino, como líder del movimiento liberal independiente conocido como Squadrone Volante, desempeñó un papel crucial en influir en el resultado del cónclave a favor de un candidato contrario al nepotismo. Se cree que el Escuadrón de Azzolino también tuvo una participación significativa en la elección de Giulio Rospigliosi como Papa Clemente IX durante el cónclave papal de 1667.Rospigliosi, quien anteriormente había sido cardenal secretario de Estado, recompensó a Azzolino nombrándolo de inmediato (de hecho, la misma noche de su elección) para un alto cargo, lo que alimentó aún más los rumores y las especulaciones sobre su influencia.

## Azzolino y Cristina de Suecia

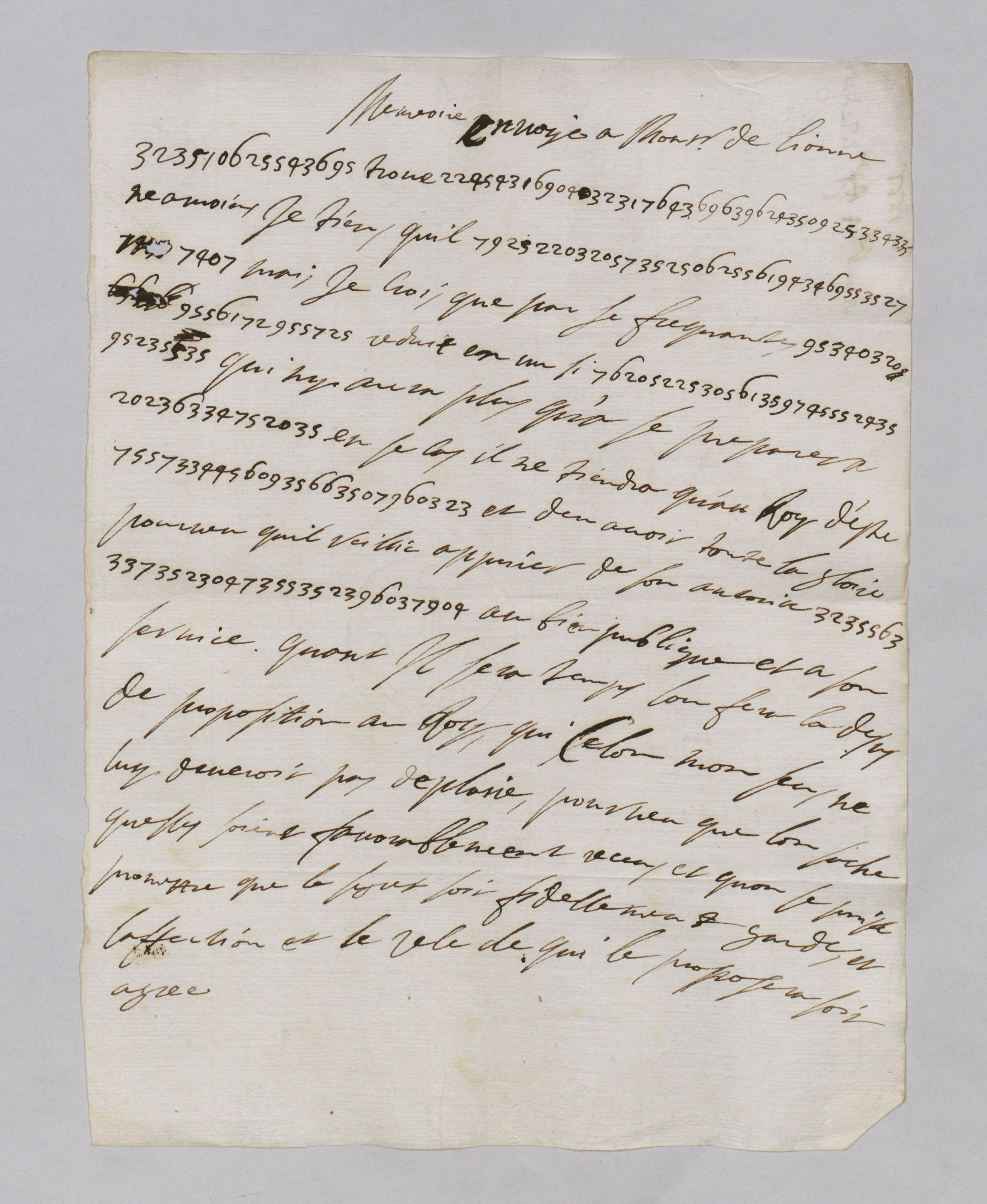
Carta de la reina Cristina a Decio Azzolino en los Archivos Nacionales de Suecia Consulte Wikimedia Commons para otros

Azzolino fue designado como representante de la reina Cristina de Suecia dentro de la Iglesia católica, aunque no existen fuentes verificadas que respalden esta afirmación. Se presume que se encargaba de sus asuntos financieros, y ha habido especulaciones sobre la naturaleza de su relación. Algunos han sugerido la posibilidad de un amorío entre Azzolino y Cristina. Sin embargo, se carece de evidencia sólida al respecto. Por otro lado, John Bargrave ha planteado la hipótesis de que Azzolino fue enviado a Rumania por el Papa Alejandro para evitar que la percepción pública diera lugar a especulaciones sobre una relación en curso entre ambos. Es importante mencionar que estas afirmaciones carecen de fuentes verificadas que las respalden.
En julio de 1659, Cristina se mudó a Trastevere para residir en el Palazzo Riario, ubicado sobre el Janículo y diseñado por Bramante. Se registra que fue el cardenal Azzolino quien firmó el contrato para esta vivienda y proporcionó nuevos sirvientes en reemplazo de Francesco Maria Santinelli, quien previamente había sido el verdugo de Monaldeschi. Azzolino se encargó de asegurar a Cristina que lograría una reconciliación con el Papa y que este le otorgaría una pensión.
Cristina mantuvo una correspondencia activa con Azzolino durante sus viajes. El 26 de enero de 1667, en una carta redactada en francés, Cristina expresó su compromiso de no ofender a Dios ni dar motivos de ofensa a Azzolino. Sin embargo, afirmó: "esto no me impide amarte hasta la muerte, y como la piedad te libera de ser mi amante, entonces yo te libero de ser mi siervo, porque viviré y moriré como tu esclavo". Debido a su compromiso con el celibato, las respuestas de Azzolino en sus cartas fueron más cautelosas y reservadas.
En 1675, Azzolino sugirió a Cristina que designara a Romolo Spezioli, también originario de Fermo, como Cesare Machiati, su médico personal. Además, introdujo a Miguel Molinos a la reina. En su residencia, se contaba con un laboratorio donde Cristina, Giuseppe Francesco Borri y Azzolino llevaban a cabo experimentos relacionados con la alquimia. El cardenal Azzolino continuó siendo un confidente cercano de Cristina hasta el momento de su fallecimiento el 19 de abril de 1689.
Azzolino destruyó la mayor parte de su correspondencia, dejando unas 80 cartas que sobrevivieron. Algunos detalles fueron escritos en un código que Carl Bildt logró descifrar en Roma alrededor de 1900. Azzolino heredó una valiosa colección de arte, la cual incluía obras significativas como "Dánae" de Correggio y dos versiones de "Venus y Adonis" de Tiziano, posiblemente las versiones de "Lausana" y Getty. Poco después de este legado, Azzolino falleció y fue enterrado en el oratorio de la Iglesia de Santa María en Vallicella. Su sobrino Pompeo Azzolino se convirtió en su único heredero y vendió rápidamente las colecciones de arte de Cristina. Muchas de estas obras formaron posteriormente el núcleo de la Colección Orleans.